# Czas różniczkowania
Czas różniczkowania, czas wyprzedzenia {\displaystyle T_{d}} – czas potrzebny na osiągnięcie przez sygnał wyjściowy regulatora PD (sygnał sterujący) wartości równej podwojonej wartości sygnału wejściowego, wynikającej z działania proporcjonalnego, przy założeniu narastającego liniowo sygnału wejściowego.
Działanie różniczkujące stosowane jest w celu eliminacji przeregulowania. Wpływa stabilizująco na sygnał regulowany, ponieważ wprowadza przesunięcie fazowe 90°.